# Euxoa tesselloides
Euxoa tesselloides är en fjärilsart som beskrevs av Augustus Radcliffe Grote. Euxoa tesselloides ingår i släktet Euxoa och familjen nattflyn. Inga underarter finns listade i Catalogue of Life.